# Lanceophora
Lanceophora is een geslacht van zeekomkommers uit de familie Cucumariidae.

## Soorten
- Lanceophora lanceolata Thandar, Zettler & Arumugam, 2010
- Lanceophora souriei (Cherbonnier, 1949)